# تاپنس میدلتون
تاپنس میدلتون (به انگلیسی: Tuppence Middleton) (زاده ۲۱ فوریهٔ ۱۹۸۷)، بازیگر انگلیسی است که برای بازی در فیلم، تلویزیون و تئاتر شناخته شده‌است.
نخستین موفقیت برجستهٔ میدلتون با بازی در فیلم درام تاریخی بازی تقلید (۲۰۱۴) به کارگردانی مورتن تیلدام اتفاق افتاد. او بعدها در فیلم علمی-تخیلی صعود ژوپیتر (۲۰۱۵) اثر واچوفسکی‌ها، درام تاریخی جنگ جریان (۲۰۱۷) به کارگردانی آلفونسو گومز-رخون، فیلم دانتون ابی (۲۰۱۹) و دنبالهٔ آن دانتون ابی ۲ (۲۰۲۲) و منک (۲۰۲۰) ساختهٔ دیوید فینچر ظاهر شد.
او نخستین حضور تلویزیونی خود را با بازی در مجموعهٔ تلویزیونی استخوان‌ها (۲۰۰۸) تجربه کرد و پس از آن به عنوان بازیگر مهمان در چندین مجموعهٔ تلویزیونی حضور یافت. میدلتون همچنین در قسمت «خرس سفید» مجموعهٔ آینه سیاه (۲۰۱۳) ظاهر شد. از دیگر نقش‌های تلویزیونی وی می‌توان به دوشیزه هاویشام در دیکینسون (۲۰۱۶–۲۰۱۵)، هلن کوراگینا در جنگ و صلح (۲۰۱۶) و رایلی «بلو» در سنس۸ (۲۰۱۸–۲۰۱۵) اشاره کرد.

## فیلم‌شناسی

### سینما
- اتاق گفتگو (۲۰۱۰)
- بدون سابقه (۲۰۱۲)
- خلسه (۲۰۱۳)
- مسیر طولانی سقوط (۲۰۱۴)
- بازی تقلید (۲۰۱۴)
- صعود ژوپیتر (۲۰۱۵)
- جنگ جریان (۲۰۱۷)
- دوستان ماهیگیر (۲۰۱۹)
- دانتون ابی (۲۰۱۹)
- متصرف (۲۰۲۰)
- منک (۲۰۲۰)
- دانتون ابی ۲ (۲۰۲۲)

### تلویزیون
- استخوان‌ها (۲۰۰۸)
- سایرن (۲۰۱۱)
- آینه سیاه (۲۰۱۳)
- جاسوسان ورشو (۲۰۱۳)
- سنس۸ (۲۰۱۸–۲۰۱۵)
- جنگ و صلح (۲۰۱۶)

### بازی‌های ویدئویی
- جهان وارکرفت: نبرد برای آزروث (۲۰۱۸)